# Challenger de Medellín 2013
El Seguros Bolívar Open Medellín 2013 fue un torneo de tenis profesional que se jugó en tierra batida. Se trató de la 10.ª edición del torneo que forma parte del ATP Challenger Tour 2013 . Tuvo lugar en Medellín, Colombia entre el 22 y el 28 de julio de 2013.

## Jugadores participantes del cuadro de individuales

### Cabezas de serie
| País                 | Jugador               | Rank1 | Favorito |
| Bandera de Colombia  | Alejandro González    | 159   | 1        |
| Bandera de Argentina | Guido Andreozzi       | 182   | 2        |
| Bandera de Argentina | Facundo Argüello      | 197   | 3        |
| Bandera de Brasil    | Fabiano de Paula      | 231   | 4        |
| Bandera de Argentina | Agustín Velotti       | 235   | 5        |
| Bandera de Ecuador   | Julio César Campozano | 276   | 6        |
| Bandera de Colombia  | Nicolás Barrientos    | 293   | 7        |
| Bandera de Colombia  | Carlos Salamanca      | 310   | 8        |
| -------------------- | --------------------- | ----- | -------- |

- 1 Se ha tomado en cuenta el ranking del día 15 de julio de 2013.

### Otros participantes
Los siguientes jugadores recibieron una invitación (wild card), por lo tanto ingresan directamente al cuadro principal:
- Álvaro Ochoa
- Giovanni Lapentti
- Felipe Mantilla
- Eduardo Struvay

Los siguientes jugadores ingresan al cuadro principal tras disputar el cuadro clasificatorio:
- Roberto Quiroz
- Daniel Galán
- Felipe Escobar
- Steffen Zornosa

## Campeones

### Individual Masculino
- Alejandro González  derrotó en la final a  Guido Andreozzi, 6–4, 6–4

### Dobles Masculino
- Emilio Gómez /  Roman Borvanov derrotaron en la final a  Nicolás Barrientos /  Eduardo Struvay, 6–3, 7–6(4)